# Diamonds
„Diamonds“ (на български: „Диаманти“) е песен на барбадоската певица Риана от седмия ѝ студиен албум. Песента е пусната за дигитално сваляне на 27 септември 2012 г., като първия сингъл от Unapologetic. Написана е от автралийската певица Сия, и е продуцирана от Бени Бланко и норвежкия екип Старгейт, който преди е работил с Риана (Don't Stop The Music, What's My Name? и Only Girl (In the World)).
„Diamonds“е дванадесетата песен на певицата станала номер 1 в класацията Billboard Hot 100.